# Aixovall
Aixovall (se puede pronunciar "aixovall", "xovall" o "xuvall") es un núcleo de población del Principado de Andorra, situado en la parroquia de San Julián de Loria. En el año 2009 tenía 124 habitantes, según el padrón.
En esta población están situados el Camp d'Esports d'Aixovall, la Iglesia de Santa Filomena de Aixovall, el Puente d'Aixovall, la ITV y el Centre Profesional d'Andorra.
Se accede a Aixovall a través de la Carretera General 1 (CG-1) o Carretera d'Espanya.
Está a un kilómetro de San Julián de Loria y a dos kilómetros de Andorra la Vieja, la capital del Principado de Andorra. En Aixovall se inicia el collado de la Gallina que da acceso al Santuario de Canólich.